# Смит, Карл (шашист)
Карл «Бастер» Сильвестр  Смит  (англ. Carl 'Buster' Sylvester Smith; род. 1921 — 1992) —  американский профессиональный шашист. 11-кратный чемпион США по пул чекерсу.

## Карьера
Юный Смит стал играть в шашки в родном Чикаго. Уже в 17 лет он завоевал титул чемпиона города. Он оставался лучшим игроком Чикаго до самой смерти. В период  с 1967 по 1992 год Карл одиннадцать раз становился чемпионом страны (в 1992-м поделил звание с Эндрю Фрейзером).
В 1968, 1972, 1976 и 1978 годах Карл Смит участвовал в Чемпионате мира по международным шашкам. Его лучшим достижением было 5-е место в 1976 году.
За свою карьеру Смит крайне редко играл за деньги, довольствуясь зарплатой почтового работника.